# Camabatela
Camabatela, conocida también como Kamabatela, es una ciudad sede del municipio de Ambaca (Concelho de Ambaca) en la provincia de Cuanza Norte, en el interior de Angola al este de Luanda.

## Geografía
Situada a una altitud de 1178 m s. n. m., cuenta con 11 600 habitantes.
iglesia católica.
Aeropuerto FNCM.

## Historia
Fruto de la colonización portuguesa la ciudad fue fundada en 1611.
Las vitales regiones de Negage y Camabatela fueron elegidas para formar el núcleo rebelde y protagonizar la rebelión contra el dominio colonial el 17 de marzo de 1961. Al no lograr suficiente apoyo nativo fracasa la rebelión y en Camabatela fueron detenidos los seis miembros del gobierno rebelde y las poblaciones nativas regresan a las haciendas bajo la protección del Ejército.
En febrero de 1969 se produce una emboscada de la Guerrilla en la carretera Binda-Camabatela, con 5 muertos y 13 heridos en las FAS Lusas.